# Takezaki Suenaga
Suenaga Takezaki (竹崎 季長?; 1246 – 1314) fu servitore della provincia di Higo, che combatté durante le battaglie di Bun'ei e Kōan durante l'invasione mongola del Giappone.
Fu lui a commissionare la creazione del Mōko Shūrai Ekotoba, una pergamena pittoriale che dimostrava il suo valore in guerra, composta nel 1293. Durante l'invasione mongola del 1274, Suenaga combatté nella baia di Hakata sotto la guida Muto Kagesuke. Suenaga vendette i suoi cavalli e le sue selle per poter pagare il suo viaggio a Kamakura in modo da fare rapporto al bakufu sulle sue gesta in battaglia. Per essere ricompensati dal bakufu per le loro gesta, altri uomini dovevano testimoniare le gesta e fare direttamente rapporto al bakufu. Da propria parte sulla pergamena, Suenaga dice: “Oltre che ad avanzare e rendere note le mie gesta, non ho null'altro per cui vivere”, dimostrando che, in primo luogo, voleva avanzare in termini di denaro e rango misurabili, e, altrettanto in modo importante, cercava fama e riconoscimento.
Stando alla pergamena Mōko Shūrai Ekotoba, Suenaga fa di tutto per ottenere ciò che considera l'onore del guerriero. Anche se è sotto gli ordini di Kagesuke, il comandante, di ritirarsi all'inizio, Suenaga disobbedisce. Affermando la propria identità, dice: "Aspettare il generale ci farà ritardare in battaglia. Tra tutti i guerrieri del clan, io, Suenaga, sarò il primo a combattere da Higo." Procedendo da solo, Suenaga incontra lo stesso Kagesuke, e di nuovo disobbedisce agli ordini, questa volta dal servitore di Kagesuke. Quando gli viene ordinato di scendere a cavallo, rifiuta, citando il suo desiderio di essere il primo in battaglia.